# 제물포구
제물포구(濟物浦區)는 원도심과 인천 동구가 통합하여 추진되는 구의 이름이다. 2022년 8월 31일, 인천광역시 행정체제 개편 안에서 공식적으로 통합 추진 명칭으로 사용되었으며, 2023년 인천광역시에서 시행한 공식 여론조사와 설문조사에서 주민 다수가 통합 구 명칭으로 사용하는데 동의하였다.
2026년 7월 1일에 제물포구로 공식 출범할 예정이다.